# Самана (Лаос)
Самана (sammanaa, от английского «семинар») — система лагерей переобучения или перевоспитания, существовавшая в республике Лаос с 1975 по 1989 годы. Срок переобучения определялся положением в дореволюционном Лаосе — чем выше должность, тем дольше срок. Исправительные работы сочетались с ежедневными занятиями по изучению основ коммунизма. Система была ликвидирована в 1989 году под влиянием перестройки в СССР.
На «переобучение» было отправлено около 40 тысяч человек, а за политические преступления были осуждены ещё 30 тыс. человек. По оценке американского эмигрантского Объединения Лао количество осуждённых было значительно больше — около 160 тыс. человек. В лагеря попало 2-3 тысячи хмонгов. После ликвидации системы лагерей в 1989 году под арестом осталось около тридцати высших чиновников прежней власти, а около шестидесяти из них скончалось в лагерях.
Значительная часть лагерей была расположена в провинции Хуапхан около вьетнамской границы. Лагеря были спроектированы по вьетнамскому образцу. В этой провинции проходил «переобучение» последний король Саванг Ваттана с 1977 года, где и пропал (предположительно скончался). После ликвидации системы самана предположительно остались лагерь № 7 и лагерь около деревни Соп-Хао. 